# Mesolamprops bacescui
Mesolamprops bacescui is een zeekommasoort uit de familie van de Lampropidae. De wetenschappelijke naam van de soort is voor het eerst geldig gepubliceerd in 1999 door Gamo.